# شيرين (ممثلة)
شيرين (10 أكتوبر 1956 -)، ممثلة وراقصة بالية مصرية.
إسم الولادة : أشجان محمد السيد عزام

## حياتها المهنية
حاصلة على ليسانس في الحقوق كما انها تخرجت من المعهد العالي للبالية، بدأت حياتها الفنية أواخر السبعينات، بالمشاركة بأدوار صغيرة في بعض المسلسلات مع بداية ثمانيات القرن العشرين زادت شهرتها بعد قيامها ببطولة مسلسل عيون عام 1980 وأيضا عندما حلت كبديلة للفنانة هويدا بطولة مسرحية المتزوجون الذي اشتهرت بها، عملت في المسرح والتلفزيون والسينما واشتهرت بأدوار المرأة المثالية وفي عام 2017 عادت لتعمل مع ملاك الشاشة رحمة حسن ودلال عبد العزيز في مسلسل سابع جار

### حياتها الأسرية
تزوجت لفترة من المخرج محمد أسامة وأنجبت منه ابنتها «ميريت» ثم انفصلا.

إسم الولادة : أشجان محمد السيد عزام

## أعمالها

### من المسرحيات
- المتزوجون.
- فلاح في مدرسة البنات.
- نقول أيه.
- حاول تفهم يا زكي.
- الزهر لما يلعب

### من الأفلام
- فيلم مش هندي
- عاصفة من الدموع.
- الجحيم.
- البنات والمجهول.
- بنت من ذهب.
- شباب على كف عفريت.
- الإرهابي.
- بخيت وعديلة.
- الجردل والكنكة.
- هاللو أمريكا.
- مرسي فوق ومرسي تحت.
- الطائر الجريح.

### من المسلسلات
- خان الخليلي.
- الباحثة.
- مفتش المباحث.
- النساء يعترفن سرا.
- عائلة زيزو.
- الوسية.
- الحب في حقيبة دبلوماسية.
- لما التعلب فات.
- أوراق مصرية.
- أماكن في القلب.
- حارة العوانس.
- الدنيا ريشة في هوا.
- الجبل.
- الهاربة.
- نسيم الروح.
- آخر المشوار.
- ألف ليلة وليلة.
- عيون.
- رجل طموح.
- بيت العيلة.
- الفرسان.
- عابد كرمان.
- العراف.
- مأمون وشركاه.
- العراف.
- مريم.
- سابع جار.[3]
- لعنة كارما.
- كارمن.
- أشغال شقة.
- أشغال شقة جدا.
- نص الشعب اسمه محمد.
- جراند اوتيل

## وصلات خارجية
- شيرين على موقع IMDb (الإنجليزية)
- شيرين على موقع قاعدة بيانات الأفلام العربية
- شيرين على موقع قاعدة بيانات الفيلم (الإنجليزية)